# Stadio Olimpico (Stoccolma)
L'Olympiastadion (in italiano Stadio Olimpico), chiamato anche Stockholms Olympiastadion, Stockholms stadion o più semplicemente Stadion, è uno stadio polivalente situato a Stoccolma, in Svezia. Le dimensioni del manto erboso sono di 105 metri in lunghezza per 68 metri in larghezza. La pista d'atletica, della lunghezza di 400 metri, è composta da otto corsie.

## Storia
Progettato dall'architetto Torben Grut, i costi finali per la realizzazione dell'impianto ammontarono a circa 1,25 milioni di corone dell'epoca. I lavori di costruzione (in appalto alla ditta Kreuger & Toll di Ivar Kreuger) iniziarono il 23 novembre 1910, mentre l'inaugurazione ufficiale della struttura avvenne ufficialmente alle ore 15:00 del 1º giugno 1912, lo stesso anno in cui vi ebbero luogo i Giochi olimpici.
Gli sport praticati presso l'Olympiastadion sono stati calcio, ginnastica, la lotta, il tiro alla fune e la corsa valida per il pentathlon moderno. Il primato di spettatori per un incontro calcistico è di 21.995 stabilito il 16 agosto 1946 durante il match Djurgården-AIK.
Dal 1936 al 2013 l'impianto ha ospitato le partite casalinghe del Djurgården, eccezion fatta per i derby cittadini e le partite internazionali le quali si giocavano al Råsundastadion. È stato poi la casa dell'AIK dal 1912 al 1936 e dell'Brommapojkarna dal 2003 al 2005 durante la ristrutturazione dello stadio Grimsta IP.
Altri eventi sportivi che hanno luogo presso lo Stockholms Olympiastadion sono stati:
- la finale del campionato nazionale di bandy (nel 1959 la finale Skutskärs IF-Västerås SK ha registrato 28.848 spettatori)
- il Nordic Light Open, torneo femminile di tennis
- il Bauhaus-Galan, meeting internazionale di atletica leggera
- la partenza e l'arrivo della maratona di Stoccolma

La struttura ha inoltre ospitato concerti di artisti come Rolling Stones, Iron Maiden, Metallica, Depeche Mode, Rod Stewart, Kiss, e molti altri. Per quanto riguarda gli eventi musicali, nel 1992 il concerto di Michael Jackson ha qui visto la presenza record di circa 53.000 spettatori. L'Olympiastadion non è l'unico impianto della capitale svedese: oltre al Söderstadion ci sono anche il Friends Arena e il Tele2 Arena dove il Djurgården ha traslocato nel luglio 2013.

## Football americano
L'Olympiastadion è stato sede di diversi eventi legati al football americano, sia per club che per squadre nazionali.

### Tornei per nazionali

#### Campionato europeo
| Stoccolma 30 giugno 2001, ore 13:00 Semifinale | Svezia    | 3 – 21 (0-0 3-7 0-7 0-7) referto | Finlandia | Stockholms stadion (1535 spett.)\| Arbitro: \| T. Jensen \| |
| Arbitro:                                       | T. Jensen |                                  |           |                                                             |

### Tornei per club

#### American Football League of Europe
| Stoccolma 2 settembre 1995 II Euro Super Bowl | Stockholm Nordic Vikings | 14 – 0 | Lions Bergamo | Olympiastadion |

#### Superserien
| Stoccolma 1987 II SM-Finalen | Kristianstad C4 Lions | 22 – 0 | Danderyd Mean Machines | Stockholms Stadion |

| Stoccolma 30 luglio 1993 VIII SM-Finalen | Limhamn Griffins | 38 – 36 | Uppsala 86ers | Stockholms Stadion |

| Stoccolma 30 luglio 1994 IX SM-Finalen | Limhamn Griffins | 37 – 7 | Kristianstad C4 Lions | Stockholms Stadion |

| Stoccolma 30 luglio 1995 X SM-Finalen | Solna Chiefs | 22 – 0 | Limhamn Griffins | Stockholms Stadion |

| Stoccolma 18 agosto 1996 XI SM-Finalen | Kristianstad C4 Lions | 20 – 14 | Limhamn Griffins | Stockholms Stadion |

| Stoccolma 24 agosto 1997 XII SM-Finalen | Stockholm Mean Machines | 28 – 21 | Uppsala 86ers | Stockholms Stadion |

| Stoccolma 5 settembre 2004 XIX SM-Finalen | Stockholm Mean Machines | 7 – 0 (d.t.s.) | Carlstad Crusaders | Stockholms Stadion |

| Stoccolma 9 luglio 2016 XXXI SM-Finalen | Carlstad Crusaders | 34 – 22 | Uppsala 86ers | Stockholms Stadion |

| Stoccolma 7 luglio 2018, ore 13:00 XXXIII SM-Finalen | Carlstad Crusaders | 41 – 42 | Stockholm Mean Machines | Stockholms Stadion |

#### Superserien för damer
| Stoccolma 7 luglio 2018, ore 19:00 VII SM-Finalen | Örebro Black Knights | 22 – 30 referto | Carlstad Crusaders | Stockholms Stadion |

## Galleria d'immagini

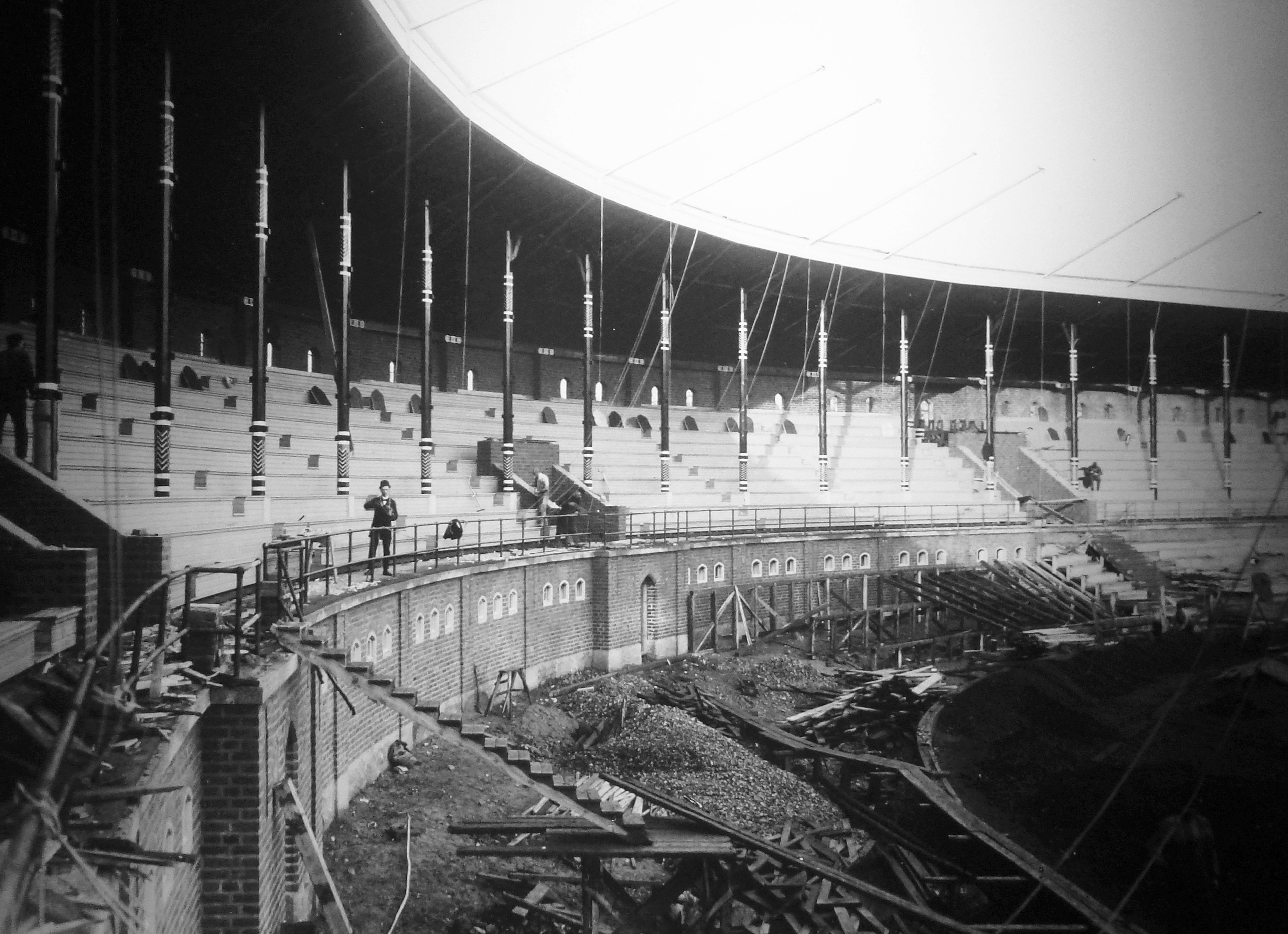
Lo stadio durante i lavori di costruzione (1911-1912).
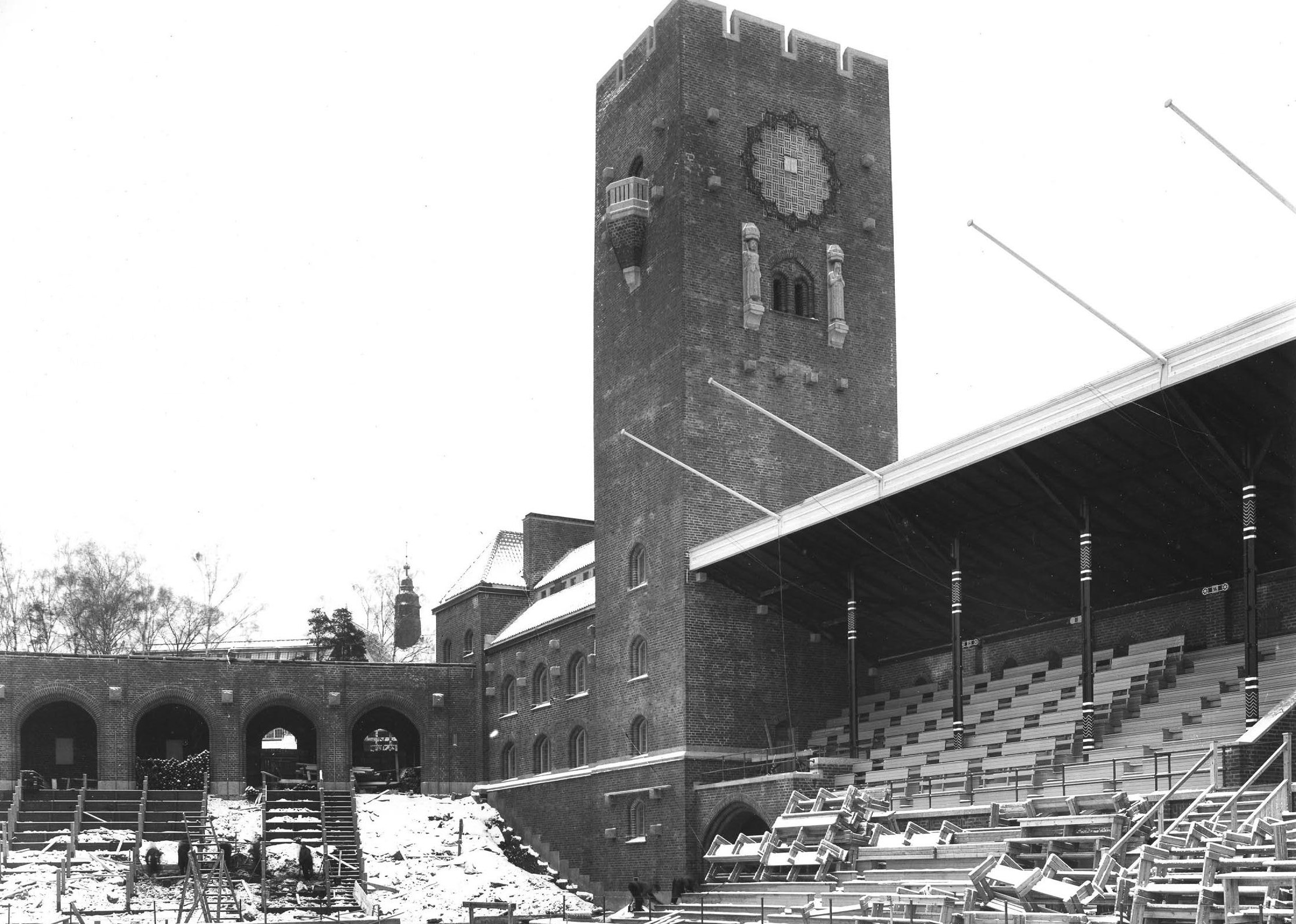
Lo stadio nel 1912.
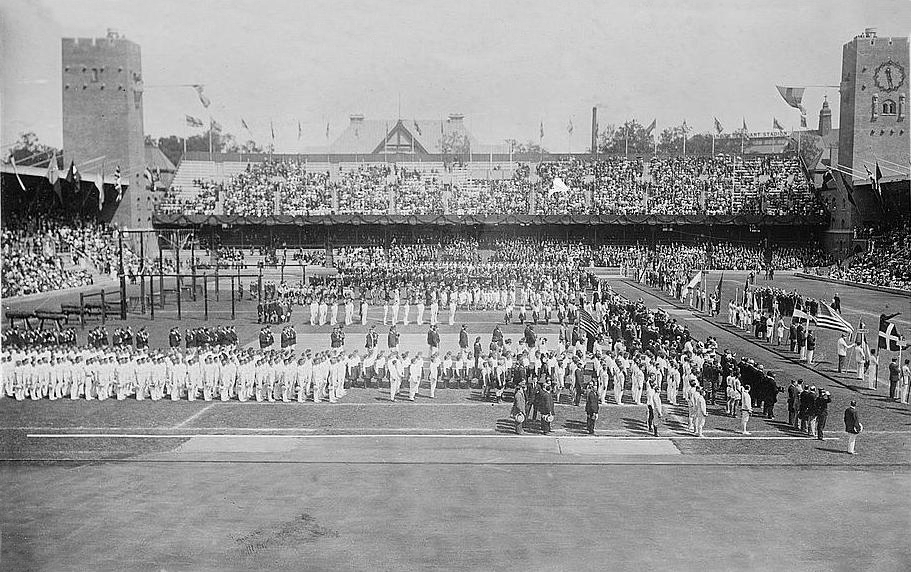
La cerimonia di apertura delle Olimpiadi 1912.
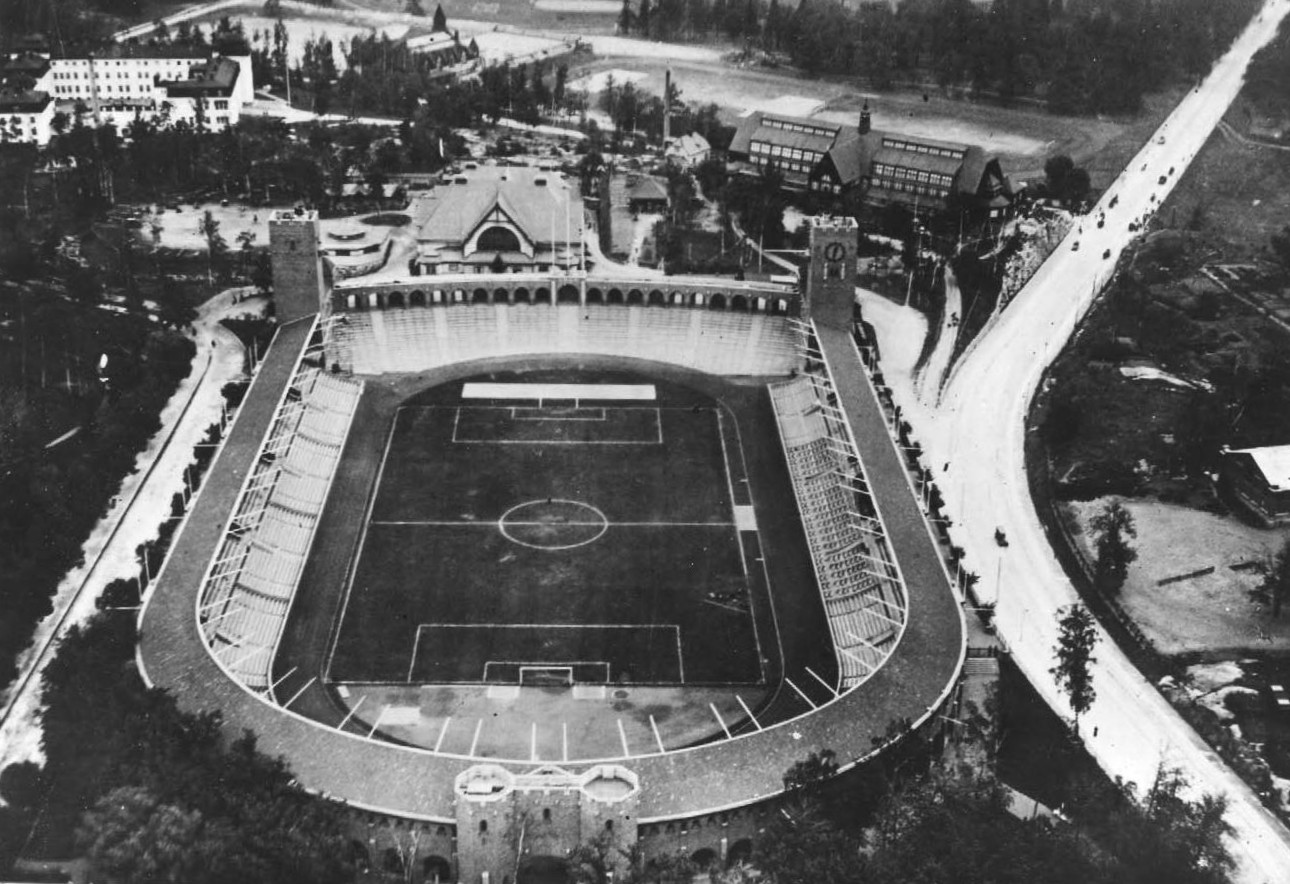
Lo stadio nel 1919.
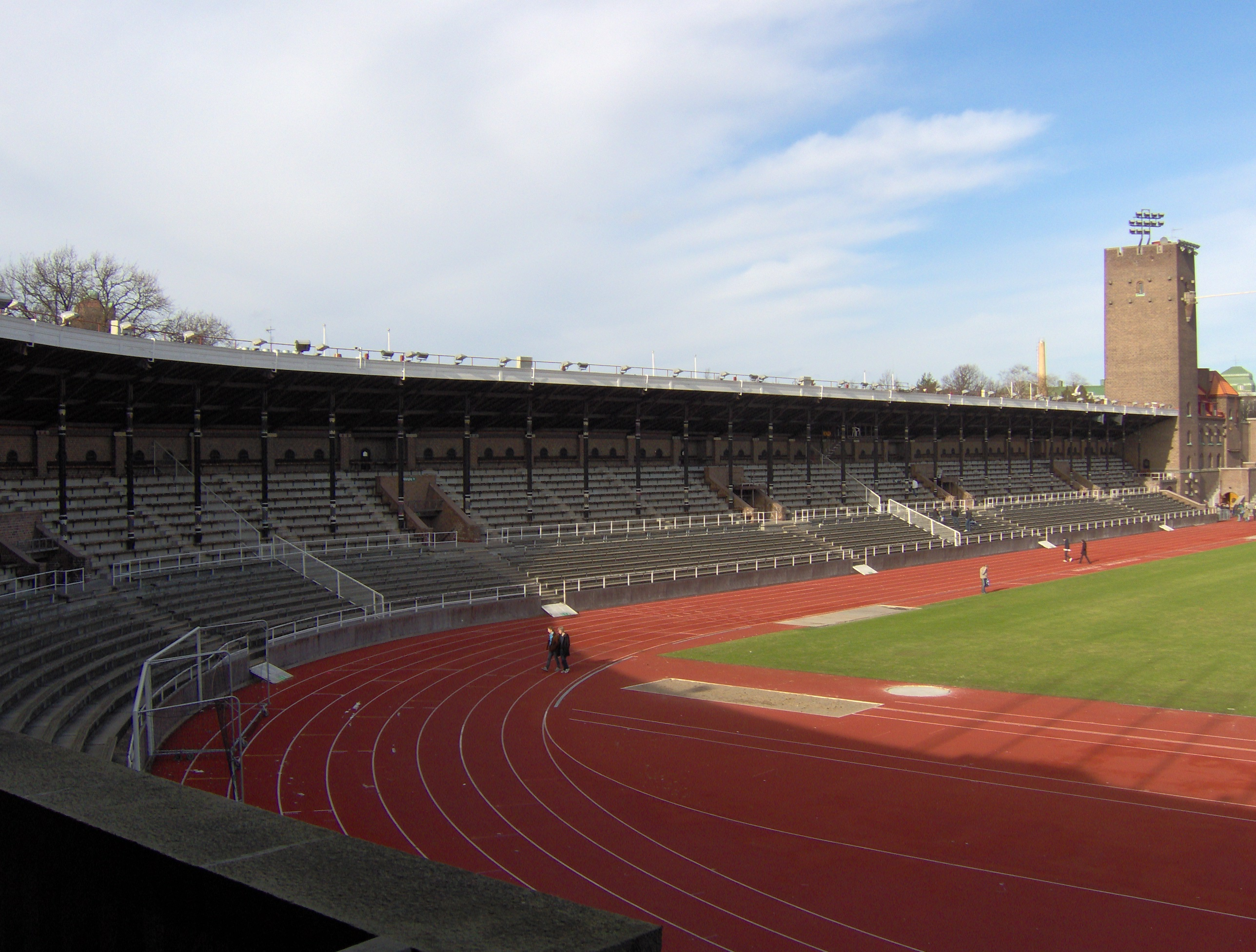
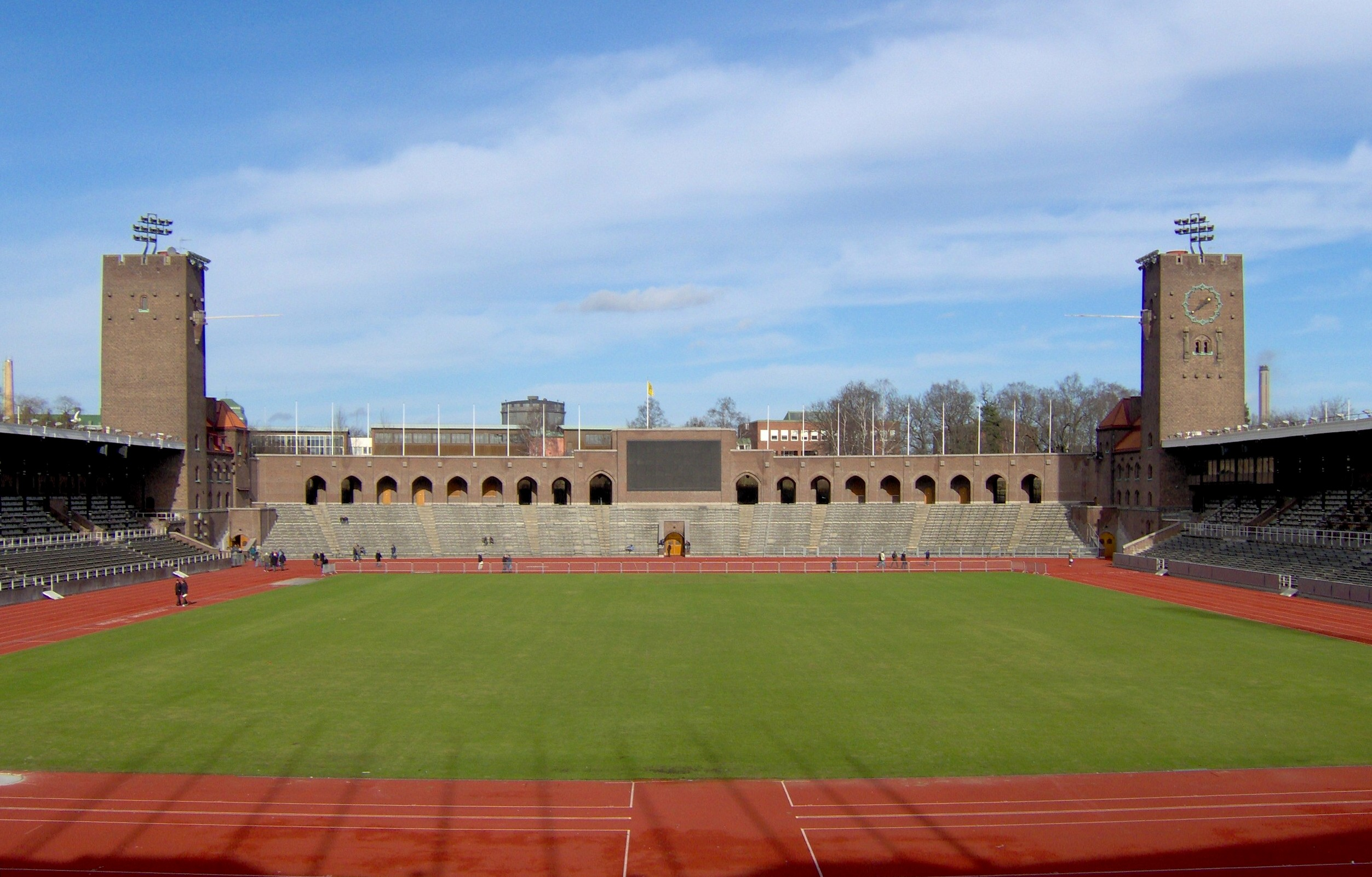